# ديك شنيتكير
ديك شنيتكير (بالإنجليزية: Dick Schnittker)‏ مواليد 27 مايو 1927 في كليس أيلاند، هو لاعب كرة سلة أمريكي سابق. بدأ مسيرته الاحترافية في سنة 1950. تم اختياره من قبل فريق واشنطن كابيتولز خلال الدرافت. يبلغ طوله 6 قدم 5 بوصة (2.0 م). اعتزل اللعب في 1958. فاز بلقب دوري إن بي إيه. لعب مع واشنطن كابيتولز ولوس أنجلوس ليكرز.

## روابط خارجية
- ديك شنيتكير على موقع إن بي أي (الإنجليزية)
- ديك شنيتكير على موقع سبورتس رفرنس (الإنجليزية)
- ديك شنيتكير على موقع كلية كرة السلة في سبورتس رفرنس.كوم (الإنجليزية)
- ديك شنيتكير على موقع ريلجم (الإنجليزية)
- ديك شنيتكير على موقع بروبوليرز (الإنجليزية)